# Wachet! betet! betet! wachet!, BWV 70
Wachet! betet! betet! wachet!, BWV 70 (Vetlleu! Pregueu! Pregueu! Vetlleu!), és una cantata religiosa de Johann Sebastian Bach per al vint-i-sisè diumenge després de la Trinitat, estrenada a Leipzig, el 21 de novembre de 1723.

## Origen i context
El text és de Salomo Franck, que fou Secretari Major i poeta oficial de la ciutat de Weimar i possiblement el llibretista de més talent i més original amb qui Bach col·laborà. Forma part d’Oficis evangèlics per als diumenges i dies de guardar, publicat l'any 1717; per al coral del darrer número, empra l'última estrofa de l'himne Meinen Jesum lass ich micht de Christian Keymann (1658).
Hi ha una altra versió d’aquesta cantata, la BWV 70a, perduda i composta a Weimar per al segon diumenge d'Advent, estrenada el 6 de desembre de 1716. Aquesta segona versió conté tot el material de la primera amb l'addició del coral intermedi, número 7, i dels quatre recitatius, que han estat atribuïts al mateix Bach. Aquesta canvis tan profunds són deguts al fet que a Leipzig no es podia interpretar música polifònico-instrumental el temps d'Advent. El tema fa referència a l'evangeli del dia (Mateu 25, 31-46), que s'ocupa del Judici final. És l'única cantata per a aquest vint-i-sisè diumenge de Trinitat i penúltim de l'any litúrgic, que només es dona de tant en tant, ja que la mobilitat de la Pasqua permet un màxim de vint-i-set diumenges.

## Anàlisi
Obra escrita per a soprano, contralt, tenor, baix i cor; trompeta, oboè, corda i baix continu. Consta d'onze números dividits en dues parts, que s'interpretaven abans i després del sermó.
Primera part
1. Cor: Wachet! betet! betet! wachet! (Vetlleu! Pregueu! Pregueu! Vetlleu!)
2. Recitatiu (baix): Erschrecket, ihr verstockten Sünder! (Tremoleu, pecadors renitents!)
3. Ària (contralt): Wenn kömmt der Tag, an dem wir ziehen (Quan vindrà el dia, que serem enduts)
4. Recitatiu (tenor): Auch bei dem himmlischen Verlangen (Malgrat el nostre desig vehement de cel)
5. Ària (soprano): Lasst der Spötter Zungen schmähen (Deixeu que les llengües burletes se’n fumin)
6. Recitatiu (tenor): Jedoch bei dem unartigen Geschlechte (Ah, aquell dia paorós i terrible)
7. Coral: Freu dich sehr, o meine Seele (Salta d’alegria, ànima meva)

Segona part
1. Ària (tenor): Hebt euer Haupt empor (Alceu ben amunt els vostres caps)
2. Recitatiu (baix): Ach, soll nicht dieser grosse Tag (Ah, aquell dia paorós i terrible)
3. Ària (baix): Seligster Erquickungstag (O dia benaurat de joia gran)
4. Coral: Nicht nach Welt, nach Himmel nicht (No és pas el món, ni tan sols el cel)

El cor inicial és esplèndid i monumental amb una frescor i maduresa alhora impressionant. Elaborat sobre l'oposició del dos termes clau, watchet (vetlleu) és tractat d'una manera enèrgica, mentre que betet (pregueu) reposa sobre unes notes que evoquen el recolliment imprescindible per a la pregària; en el teixit orquestral hi ressona la trompeta del judici final. La trompeta sona, també, en els recitatius de baix, números 2 i 9, amenaçant un dia terrible. A l'ària número 3 el contralt canta els sentiments i els afectes de l'ànima del creient, mentre que en la número 5, el tenor ratifica l'adhesió a les paraules de Crist. El coral, número 7, que tanca la primera part, és l'estrofa final de l'himne Freu dich sehr, o meine Seele (1620) amb una melodia que també surt al Salms francesos (BWV 30).
La segona part comença amb l'ària de tenor acompanyat del primer violí i l'oboè. Segueix un recitatiu de baix, número 9, que presenta una situació dramàtica, d'entrada s'expressa una escena apocalíptica del judici final, en la que sobresurt la trompeta, després el clima s'asserena, i acaba en un cant ple de goig sobre ende ich mit freude meinen Lauf (Confiat i ple d'alegria, fins a la fi). L'ària següent de baix, és també molt rica en elements descriptius, dividida en tres seccions, tranquil·les les extremes i molt agitada la central. Amb el triomf de la pau aconseguit després d'una lluita dura i violenta, es canta el coral final amb el text indicat i una melodia reforçada per la trompeta i l'oboè en la que els violins i violes toquen un trio contrapuntístic en una tessitura celestialment aguda. Té una durada aproximada d'uns vint-i-cinc minuts.

## Discografia seleccionada
- J.S. Bach: Das Kantatenwerk. Sacred Cantatas Vol. 4. Nikolaus Harnoncourt, Tölzer Knabenchor (Gerhard Schmidt-Gaden, director), Wilhelm Wield (soprano del cor), Concentus Musicus Wien, Paul Esswood, Kurt Equiluz, Ruud van der Meer. (Teldec), 1994.
- J.S. Bach: The complete live recordings from the Bach Cantata Pilgrimage. CD 53: Michaeliskirche, Lüneburg; 10 de desembre de 2000. John Eliot Gardiner, Monteverdi Choir, English Baroque Soloists, Katharine Fuge, Robin Tyson, Christoph Genz, Peter Harvey. (Soli Deo Gloria), 2013.
- J.S. Bach: Complete Cantatas Vol. 9. Ton Koopman, Amsterdam Baroque Orchestra & Choir, Sibylla Rubens, Bernhard Landauer, Christoph Prégardien, Klaus Mertens. (Challenge Classics), 2005.
- J.S. Bach: Cantatas Vol. 15. Masaaki Suzuki, Bach Collegium Japan, Yukari Nonoshita, Robin Blaze, Gerd Türk, Peter Kooij. (BIS), 2001.
- J.S. Bach: Church Cantatas Vol. 22. Helmuth Rilling, Gächinger Kantorei, Bach-Collegium Stuttgart, Arleen Augér, Verena Gohl, Lutz-Michael Harder, Siehmund Nimsgern. (Hänssler), 1999.
- J.S. Bach: Cantatas for the Liturgical Year Vol. 18. Sigiswald Kuijken, La Petite Bande, Gerlinde Säman, Petra Noskaiová, Christoph Genz, Jan Van der Crabben. (Accent), 2014.